# Arbatszko-Pokrovszkaja
Az Arbatszko-Pokrovszkaja (oroszul Арба́тско-Покро́вская ли́ния) a moszkvai metró 3-as számú, kék jelzésű vonala. 2018-ban hossza 45,086 kilométer, állomásainak száma 22. 
A vonalon hét kocsiból álló, 81-760/761 „Oka” típusú és öt kocsis 81-740.1/741.1 illetve 81-740.4/741.4 „Ruszics” típusú szerelvények közlekednek.

## Szakaszok átadása
| Szakasz                                                                     | Átadás             | Hossz     |  |
| --------------------------------------------------------------------------- | ------------------ | --------- |  |
| Ploscsagy Revoljucii – Kurszkaja                                            | 1938. március 13.  | 4 km      |  |
| Kurszkaja – Partyizanszkaja                                                 | 1944. január 18.   | 7,1 km    |  |
| Ploscsagy Revoljucii – Kijevszkaja                                          | 1953. április 5.   |           |  |
| Partyizanszkaja – Pervomajszkaja                                            | 1961. október 21.  |           |  |
| Pervomajszkaja – Scsolkovszkaja                                             | 1963. július 22.   | 1,6 km    |  |
| Kijevszkaja – Park Pobjedi                                                  | 2003. május 6.     | 3,2 km    |  |
| Park Pobedi – Kuncevszkaja                                                  | 2008. január 7.    | 4,9 km    |  |
| Kuncevszkaja – Krilatszkoje - Sztrogino leválasztva a Filjovszkaja vonalról | 2008. január 7.    |           |  |
| Sztrogino – Mityino                                                         | 2009. december 26. | 6,6 km    |  |
| Mityino – Pjatnyickoje sossze                                               | 2012. december 28. |           |  |
| Összesen                                                                    | 22 állomás         | 45,086 km |  |

## Képek

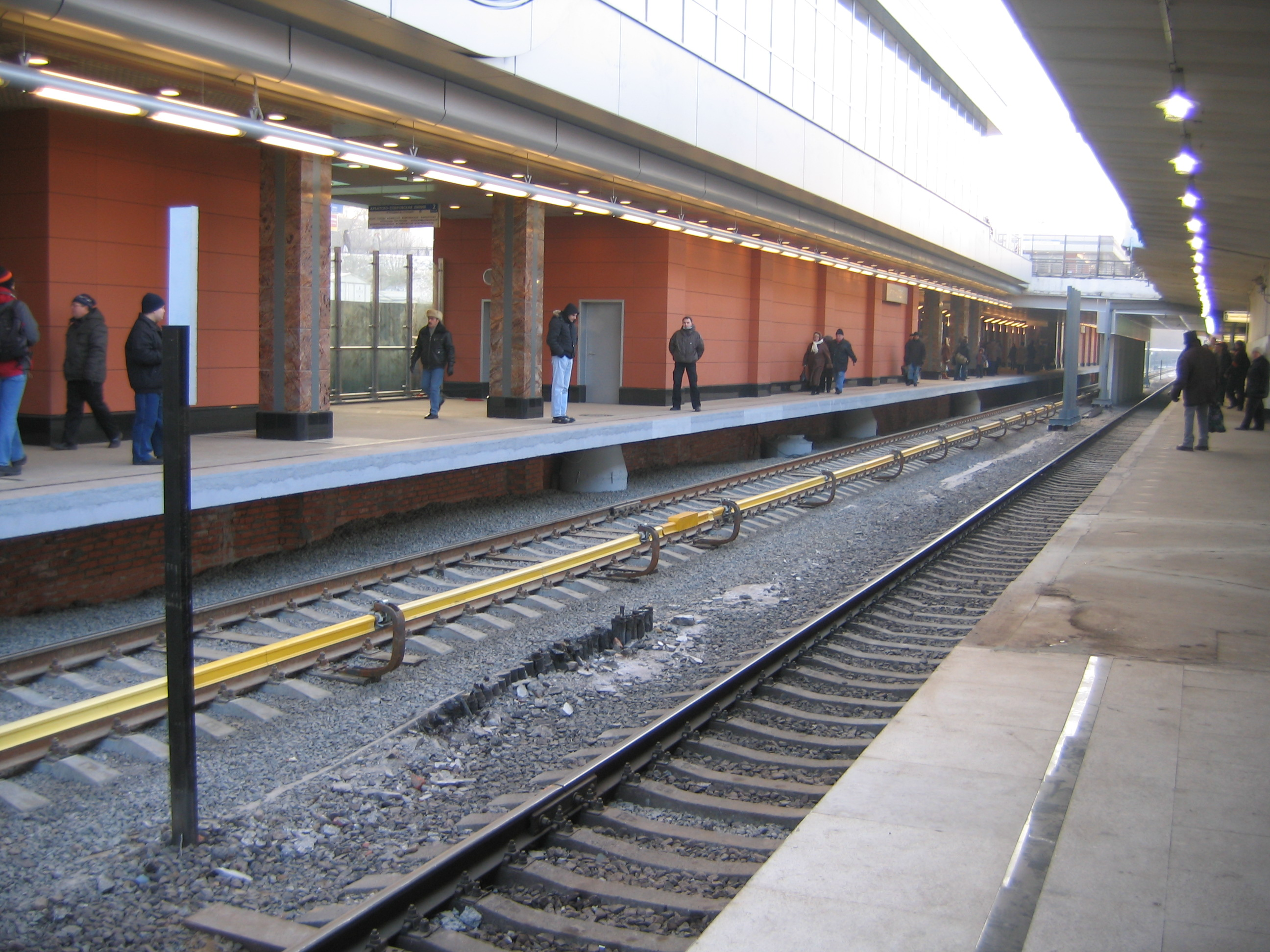
A Kuncevszkaja állomás